# Дискография Кортни Лав
Дискография Кортни Лав, наиболее известной как вокалистка альтернативной рок-группы Hole, состоит из 1 студийного альбома, 5 синглов и нескольких совместных работ.
Музыкальная карьера Лав началась с недолгого пребывания в качестве вокалистки в группе Faith No More. Лав также основала женскую группу Babes in Toyland вместе с Кэт Бьелланд, но вскоре её уволили из группы. В 1989 году Лав создала группу Hole, группа выпустила свой дебютный альбом Pretty on the Inside в 1991 году. В 1992 году Лав вышла замуж за фронтмена Nirvana Курта Кобейна, и в том же году родился их ребёнок Фрэнсис Бин Кобейн. Следующий альбом группы, Live Through This, вышедший в 1994 году, через неделю после смерти Кобейна, стал самым продаваемым альбомом группы, возглавившим ежегодный опрос критиков Village Voice и Pazz & Jop, и был включён Time в список 100 лучших альбомов. Третий альбом Hole, Celebrity Skin, имел меньшие продажи в США, чем предыдущий, но получил признание критиков, а заглавная композиция альбома принесла им первый сингл № 1 в чарте Modern Rock Tracks.
В 2001 году Лав создала группу Bastard с барабанщицей Hole Патти Шемел, но после записи нескольких демозаписей группа быстро распалась. Лав и гитарист Эрик Эрландсон распустили Hole в 2002 году на фоне судебного иска Universal Music Group против группы из-за нарушения контракта. В 2004 году Лав выпустила свой первый сольный альбом America’s Sweetheart, который критики оценили преимущественно негативно. В 2009 году Лав вновь сформировала группу Hole с новыми участниками и выпустила альбом Nobody’s Daughter, который изначально был задуман как второй сольный альбом в 2006 году. В 2013 году Лав заявила о возобновлении сольной карьеры. По её словам, было записано в общей сложности двенадцать новых песен, включая композиции «This Is War», «Wedding Day» и «California», которые она планировала выпустить на своём предполагаемом втором студийном альбоме под предварительным названием Died Blonde. В апреле 2014 года треки «You Know My Name»/«Wedding Day» были выпущены на двойной стороне «А» и получили высокую оценку.
В феврале 2015 года две композиции, которые Лав написала для популярного телесериала канала Fox «Империя», были включены в саундтрек к сериалу: «Walk Out On Me» и «Take Me to the River» были спродюсированы Тимбалэндом. В сериале Кортни сыграла роль Элли Даллас, хард-рок исполнительницы в Empire Entertainment. Оба трека были хорошо приняты как поклонниками, так и прессой.

## Студийный альбом
| Название             | Детали                                                                              | Высшие позиции в чартах | Высшие позиции в чартах | Высшие позиции в чартах | Высшие позиции в чартах | Высшие позиции в чартах | Высшие позиции в чартах | Высшие позиции в чартах | Высшие позиции в чартах |
| Название             | Детали                                                                              | US                      | AU                      | AT                      | FR                      | DE                      | NZ                      | SE                      | GB                      |
| -------------------- | ----------------------------------------------------------------------------------- | ----------------------- | ----------------------- | ----------------------- | ----------------------- | ----------------------- | ----------------------- | ----------------------- | ----------------------- |
| America’s Sweetheart | - Релиз: 10 февраля 2004 - Лейбл: Virgin Records - Формат: CD, Цифровая дистрибуция | 53                      | 40                      | 53                      | 85                      | 49                      | 26                      | 13                      | 56                      |

## Синглы
| Год  | Сингл                              | Высшие позиции в чартах | Высшие позиции в чартах | Высшие позиции в чартах | Альбом               |
| Год  | Сингл                              | US ALT                  | GB                      | GB                      | Альбом               |
| ---- | ---------------------------------- | ----------------------- | ----------------------- | ----------------------- | -------------------- |
| 2004 | «Mono»                             | 18                      | 41                      | —                       | America’s Sweetheart |
| 2004 | «Hold On to Me»                    | 39                      | —                       | —                       | America’s Sweetheart |
| 2014 | «You Know My Name» / «Wedding Day» | —                       | —                       | 34                      | Неальбомный сингл    |
| 2015 | «Honour»                           | —                       | —                       | —                       | Неальбомный сингл    |
| 2015 | «Miss Narcissist»/«Killer Radio»   | —                       | —                       | —                       | Неальбомный сингл    |

## Прочие появления

### Участие в саундтреках
| Год  | Песня                                      | Альбом                                                           | Ссылки |
| ---- | ------------------------------------------ | ---------------------------------------------------------------- | ------ |
| 2004 | «I Stalked Him»                            | Саундтрек для документального фильма «Mayor of the Sunset Strip» | [ 24 ] |
| 2005 | «Love, Love, Love» (дуэт с Родди Боттумом) | Саундтрек к фильму «Адам и Стив»                                 | [ 25 ] |
| 2015 | «Walk Out On Me»                           | Саундтрек к телесериалу «Империя»                                | [ 11 ] |
| 2015 | «Take Me to the River»                     | Саундтрек к телесериалу «Империя»                                | [ 11 ] |
| 2020 | «Mother»                                   | Саундтрек к фильму «Няня»                                        | [ 26 ] |

### Релизы других исполнителей
| Год  | Песня                                 | Альбом                                                                   | Ссылка |
| ---- | ------------------------------------- | ------------------------------------------------------------------------ | ------ |
| 2013 | «Rio Grande» (дуэт с Майклом Стайпом) | Для сборника Son of Rogues Gallery: Pirate Ballads, Sea Songs & Chanteys | [ 27 ] |
| 2013 | «Rat a Tat» (дуэт с Fall Out Boy)     | Для альбома Save Rock and Roll                                           | [ 28 ] |

## Видеоклипы
| Год  | Видео              | Режиссёр(ы)      |
| ---- | ------------------ | ---------------- |
| 2004 | «Mono»             | Крис Милк        |
| 2014 | «You Know My Name» | Максимилья Лукач |